# Robert Malachy Burke
Robert Malachy Burke (aka "Bobby") (1907 – 20 de septiembre de 1998) fue un socialista cristiano y filántropo irlandesa. Era aborigen de Ballydugan, Loughrea, Condado de Galway, dentro de una consolidada familia anglicana de la Iglesia de Irlanda.
Fue activo (junto a su esposa, Ann Grattan de Belfast) en una variedad de organizaciones en el campo de desarrollo de la comunidad, el cooperativismo, el pacifismo, la religión y la política.En Toghermore, Tuam (el lugar de nacimiento de su madre, Maud Ethel Henry), donde llegó a vivir después de la separación de sus padres, estableció una innovadora granja cooperativa.
Como político del Partido Laborista, se ubicó en el Galway County Council, pero a pesar ser votado con fuerza en la circunscripción de Galway Este, en una serie de elecciones, no fue elegido miembro de la Dáil Éireann.
En 1948, entró al Seanad Éireann participando del Panel de Agricultura, y resignó su asiento el 6 de diciembre de 1950.
Tras la muerte de su madre, Bobby Burke donó su propiedad a las autoridades sanitarias irlandesas para su uso en la lucha contra la tuberculosis, y, a principios de 1951, tomó una posición como agente de desarrollo de Caridad Anglicana en Nigeria. Junto a su esposa, trabajaron en las siguientes décadas con diversos organismos en África, antes de que la pareja se retirase a Belfast. Murió en 1998.